# Me and My Imagination
«Me and My Imagination» — песня, записанная британской певицей Софи Эллис-Бекстор для её третьего студийного альбома Trip the Light Fantastic (2007). Песня была написана самой Софи Эллис-Бекстор и Ханной Робинсон, продюсером выступил Мэтт Прайм.
Песня была выпущена в качестве второго сингла альбома 14 мая 2007 года. Она достигла двадцать третьего места в британском чарте синглов. Она также получила признание от музыкальных критиков.
Музыкальное видео было снято режиссером Нуризаде Нимой в западном Лондоне. Изначально Софи Мюллер была приглашена для съёмок, однако она была вынуждена отклонить предложение, поскольку сломала лодыжку.

## Список композиций
- 2-track single

1. «Me and My Imagination» — 3:27
2. «Move to the Music» — 3:33

- Maxi single

1. «Me and My Imagination» — 3:27
2. «Move to the Music» — 3:33
3. «Me and My Imagination» (Tony Lamezma Radio Mix) — 3:43
4. «Me and My Imagination» (StoneBridge Radio Mix) — 3:14
5. «Me and My Imagination» (video)

- 12" picture disc

1. «Me and My Imagination» — 3:28
2. «Here’s to You» — 2:46
3. «Catch You» (Riff & Ray’s Mix) — 8:17
4. «Me and My Imagination» (StoneBridge Vocal Mix) — 7:20

## Чарты
| Чарт (2007)                                | Пиковая позиция |
| ------------------------------------------ | --------------- |
| Бельгия/Фландрия (Ultratip Bubbling Under) | 9               |
| СНГ (TopHit Airplay)                       | 16              |
| Нидерланды (Dutch Top 40 Tipparade)        | 17              |
| Шотландия (OCC Scotland)                   | 16              |
| Великобритания (OCC UK Singles)            | 23              |
| Великобритания (OCC UK Dance)              | 8               |